# 肽键

肽鍵形成

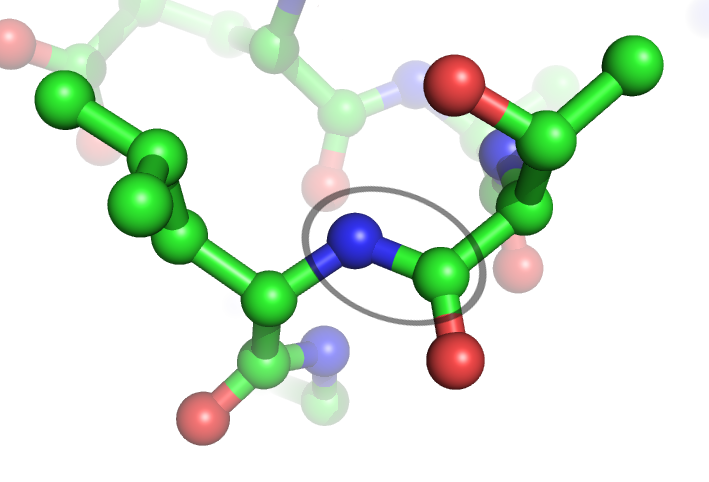
肽鍵

肽鍵是一分子胺基酸的α－羧基({\displaystyle {\ce {-COOH}}})和另一分子胺基酸的α－胺基({\displaystyle {\ce {-NH2}}})脱水缩合形成的酰胺键，即{\displaystyle {\ce {-CO-NH -}}}，為連結兩單體胺基酸之共價鍵，氨基酸藉肽键联结成多肽链。由於共振而無法自由旋轉，具部分雙鍵特性。

## 生成
兩個胺基酸透過肽鍵生成合為一個二肽，此稱縮合反應。在縮合反應中，兩個胺基酸靠近對方，羧基與氨基相互接近，一個會失去在羧基({\displaystyle {\ce {COOH}}})上的一氫一氧，另一個則會失去氨基({\displaystyle {\ce {NH2}}})上的一氫。此反應生成一分子的水({\displaystyle {\ce {H2O}}}) 及被肽鍵({\displaystyle {\ce {-CO-NH -}}})連結的胺基酸，其連結的氨基酸被稱為二肽。
在肽鍵生成時，一胺基酸的羧基會與另一個胺基酸的氨基反應，失去一分子的水({\displaystyle {\ce {H2O}}})，故過程為脫水反應(也名為脫水縮合)。
形成肽鍵需消耗能量，因而在生物體內，會由ATP提供。肽鍵連結形成的胺基酸鍊會成為多肽與蛋白質。 生物體使用酵素及核糖酶，製造多肽和蛋白質。胜肽由專屬的酶製成，舉例而言，藉由兩種酵素（γ谷氨酰半胱氨酸合成酶、谷氨醯胺合成酶）及兩步驟，可生成三肽的穀胱甘肽。

脫水縮合形成酰胺

## 分解
藉由水解便可讓肽鍵斷裂，分解並釋放8–16千焦耳/莫耳（2–4卡/莫耳）的自由能，但這過程相當緩慢。而在活體中，此過程可被酵素催化使反應加速，肽酶與蛋白酶即具有此功能。

## 光譜
肽鍵的吸收光譜介於190–230奈米間，以至於易受紫外光影響。

## 化學反應

透過水（藍）的親核取代反應，蛋白質會水解（紅）。然而未催化之蛋白質的半衰期可超過幾百年。

由於共振穩定，以生理條件而言是相對穩定，甚至勝過類似的化合物，如酯類。肽鍵在化學反應下可以保持不變，通常會透過陰電性原子攻擊羰基碳，打斷羰基雙鍵形成四面體。這是蛋白水解的過程，而且更常發生在{\displaystyle {\ce {N-O}}}、酰基的交換反應中，好比內含蛋白。
在環醇假說中，要是如巰基、羥基、胺基等官能基攻擊肽鍵，與其結合，那麼生成的分子可稱其為Cyclo分子。